# West DeLand (Florida)
West DeLand es un lugar designado por el censo ubicado en Volusia en el estado estadounidense de Florida. En el Censo de 2010 tenía una población de 3.535 habitantes y una densidad poblacional de 584,28 personas por km².

## Geografía
West DeLand se encuentra ubicado en las coordenadas 29°0′56″N 81°20′2″O / 29.01556, -81.33389. Según la Oficina del Censo de los Estados Unidos, West DeLand tiene una superficie total de 6.05 km², de la cual 6.05 km² corresponden a tierra firme y (0%) 0 km² es agua.

## Demografía
Según el censo de 2010, había 3.535 personas residiendo en West DeLand. La densidad de población era de 584,28 hab./km². De los 3.535 habitantes, West DeLand estaba compuesto por el 84.87% blancos, el 7.04% eran afroamericanos, el 0.34% eran amerindios, el 0.79% eran asiáticos, el 0.08% eran isleños del Pacífico, el 4.24% eran de otras razas y el 2.63% pertenecían a dos o más razas. Del total de la población el 12.16% eran hispanos o latinos de cualquier raza.